# Campino (Burgos)
Campino es una localidad del municipio burgalés de Alfoz de Bricia, en la comunidad autónoma de Castilla y León (España).
La iglesia está dedicada a san Martín Obispo.

## Localidades limítrofes
Confina con las siguientes localidades:
- Al noreste con Munilla.
- Al este con Crespos y Población de Arreba.
- Al sureste con Báscones de Zamanzas.
- Al oeste con Cilleruelo de Bricia.
- Al noroeste con Barrio de Bricia.
- Al norte con Bricia.

## Demografía
Evolución de la población
| Gráfica de evolución demográfica de Campino entre 2000 y 2020      |
|                                                                    |
| Población de derecho (2000-2017) según el padrón municipal del INE |

## Historia
Así se describe a Campino en el tomo V del Diccionario geográfico-estadístico-histórico de España y sus posesiones de Ultramar, obra impulsada por Pascual Madoz a mediados del siglo XIX:

Lugar en la provincia, audiencia territorial, capitanía general y diócesis de Burgos (11 leguas), partido judicial de Sedano (3), ayuntamiento de Alfoz de Bricia (1). Situado en una lastra o páramo que se conoce con el nombre del pueblo; el clima es frío, el viento más frecuente el del N y los constipados, las enfermedades más comunes. Se compone de 47 casas e iglesia parroquial (San Martín), servida por un cura y un sacristán; para el surtido del vecindario hay 2 fuentes dentro de la población e infinidad de ellas en el término. Este confina N Bricia; E Arreba; S Turzo y Orbaneja, y O Cilleruelo de Bricia; el terreno es de mediana calidad, y tiene un monte bastante poblado de encina. Los caminos son de pueblo a pueblo, y a su vista se halla el que conduce desde Peñas-pardas a Santander. La correspondencia se recibe de la caja de Soncillo. Producciones: trigo, cebada y yeros; ganado vacuno, mular y lanar, y caza de liebres y palomas. Industria: la agricultura y ganadería. Población: 11 vecinos, 41 almas. Capital productivo: 144.810 reales. Imponible: 14.752.
Diccionario geográfico-estadístico-histórico de España y sus posesiones de Ultramar